# Kristína Kučová
Kristína Kučová (Bratislava, 23 de Maio de 1990) é uma tenista profissional eslovaca, seu melhor ranking é de N. 110 pela WTA. Irmã da tambem tenista Zuzana Kučová